# Watch Dogs (serie)
Watch Dogs (estilizado como WATCH_DOGS) es una franquicia de videojuegos de acción y aventura publicada por Ubisoft y desarrollada principalmente por sus estudios de Montreal y Toronto utilizando el motor de juego Disrupt. El primer título homónimo de la serie se lanzó en 2014 y ha presentado tres juegos en total, el más reciente es Watch Dogs: Legion de 2020. También se han publicado varios libros relacionados y una miniserie de cómics ambientada en el universo de los juegos.
La jugabilidad en los juegos de Watch Dogs se centra en un mundo abierto donde el jugador puede completar misiones para progresar en una historia general, así como participar en varias actividades secundarias. El juego principal consiste en segmentos de conducción, disparos y sigilo, con elementos ocasionales de juegos de rol y rompecabezas. Los juegos de Watch Dogs se desarrollan en versiones ficticias de ciudades de la vida real, en varios momentos, y siguen a diferentes hackers .protagonistas que, aunque tienen diferentes objetivos que alcanzar, se ven envueltos en los bajos fondos criminales de sus respectivas ciudades. Los antagonistas suelen ser empresas corruptas, jefes del crimen y piratas informáticos rivales que se aprovechan de ctOS (Sistema Operativo central) , una red informática ficticia que conecta todos los dispositivos electrónicos de una ciudad en un solo sistema y almacena información personal. sobre la mayoría de los ciudadanos. El jugador también tiene acceso a ctOS, que se puede usar para controlar varios dispositivos para ayudarlos en el combate o resolver acertijos.
Los juegos han recibido críticas generalmente positivas por sus elementos de juego, estructura de misiones y diseño mundial, con críticas por problemas técnicos frecuentes. Las narrativas y los personajes han obtenido reacciones encontradas. La serie ha tenido éxito financiero, con ventas de por vida para Watch Dogs y Watch Dogs 2 que superan los 20 millones de unidades en total.

## Juegos
| 2014 | Watch Dogs Watch Dogs: Bad Blood |
| 2015 |                                  |
| 2016 | Watch Dogs 2                     |
| 2017 |                                  |
| 2018 |                                  |
| 2019 |                                  |
| 2020 | Watch Dogs: Legion               |
| 2021 | Watch Dogs: Legion - Bloodline   |

### Watch Dogs(2014)
Ambientada en una versión ficticia del área metropolitana de Chicago en 2013, la primera entrega de la serie sigue la búsqueda de venganza del hacker de sombrero gris y vigilante Aiden Pearce después del asesinato de su sobrina. El desarrollo del juego comenzó en 2009, con un presupuesto de 68 millones de dólares. Watch Dogs se derivó de una posible secuela de la serie Driver que había estado en desarrollo en Ubisoft Montreal coincidiendo con Driver: San Francisco en Ubisoft Reflections y se lanzó en 2011. Driver: San Francisco no tenía un fuerte desempeño comercial, lo que lleva al juego de pilotos en Montreal. Se reelaboró en uno que se centró en la piratería pero que aún incorporaba elementos de conducción. Ubisoft Montreal fue el desarrollador principal de Watch Dogs, con soporte adicional proporcionado por Ubisoft Reflections, Ubisoft Paris, Ubisoft Quebec y Ubisoft Bucharest. El juego fue muy anticipado luego de su presentación en el E3 2012, aunque el juego final, que fue acusado de downgrade gráfico, generó controversia. El juego fue lanzado para Windows, PlayStation 3, PlayStation 4, Xbox 360 y Xbox One en mayo de 2014, y se lanzó una versión de Wii U en noviembre de 2014. El juego recibió críticas generalmente positivas a pesar de las críticas dirigidas a ciertos problemas técnicos, la discrepancia en la calidad gráfica entre el marketing y el juego real. Narrativa y protagonista. Vendió más de 10 millones de copias a finales de 2014.
El contenido descargable (DLC) para el juego, titulado Watch Dogs: Bad Blood , se lanzó en septiembre de 2014. Protagonizado por Raymond Kenney, un personaje principal de la historia del juego base, como protagonista jugable, el DLC agrega diez misiones de historia, nuevo "Street Sweep", así como nuevas armas, atuendos, misiones secundarias y un automóvil teledirigido.

### Watch Dogs 2(2016)
Ambientada en una versión ficticia del Área de la Bahía de San Francisco en 2016, Watch Dogs 2 sigue la historia del hacker Marcus Holloway, quien es castigado por un crimen que no cometió a través de ctOS 2.0, y se une al grupo de hackers DedSec en sus esfuerzos por recaudar conciencia social sobre los peligros que plantea ctOS 2.0. y exponer la corrupción de sus creadores, la empresa Blume. Esta entrega amplió las opciones multijugador del primer juego e introdujo nuevas armas y dispositivos. A diferencia de Watch Dogs, el juego presenta un tono mucho más vibrante y optimista. El juego se lanzó en noviembre de 2016 para Windows, PlayStation 4 y Xbox One. Ubisoft Montreal fue el desarrollador principal, y los estudios de Ubisoft en Toronto, París, Bucarest, Kiev y Newcastle ayudaron en el desarrollo. El juego recibió críticas generalmente positivas tras su lanzamiento, y los críticos generalmente lo consideraron una mejora con respecto al juego original. Si bien el juego tuvo problemas en el lanzamiento comercial, se vendieron más de 10 millones de unidades en 2020.
Se han lanzado cinco paquetes de contenido descargable para Watch Dogs 2: el "Paquete de contenido T-Bone", "Condiciones humanas", "Sin compromiso", "Paquete de acceso raíz" y "Paquete psicodélico". Según un acuerdo de exclusividad con Sony Interactive Entertainment, todos los DLC eran exclusivos cronometrados para PlayStation 4.
- Root Access Bundle (disponible en diciembre de 2016)[20] y Psychedelic Pack (disponible el día del lanzamiento) cuentan con una misión Zodiac Killer, así como nuevos atuendos, autos, máscaras y armas.[17][18]
- El paquete de contenido de T-Bone se lanzó para PlayStation 4 el 22 de diciembre de 2016[21] e incluye una nueva configuración de dificultad cooperativa, "Mayhem", además de la ropa y el camión de Raymond "T-Bone" Kenney.[17][18]
- Condiciones humanas se lanzó el 21 de febrero de 2017 para PlayStation 4 y el 23 de marzo para Xbox One y PC,[22] e incluye tres nuevas historias ambientadas en las industrias de la ciencia y la medicina de San Francisco. El paquete también incluye nuevas misiones cooperativas que presentan una nueva clase de enemigo llamada "el Jammer", un enemigo tecnológicamente inteligente capaz de bloquear todo el equipo de piratas informáticos de un jugador, haciéndolo vulnerable a los ataques frontales.[17][18]

- No Compromise se lanzó el 18 de abril de 2017 para PlayStation 4 y se lanzó el 18 de mayo para Xbox One y Microsoft Windows, con una nueva misión de historia, atuendos y armas.[23]

### Watch Dogs: Legion(2020)
Ambientado en una representación ficticia de un Londres futurista y distópico, Watch Dogs: Legion sigue a la rama local de DedSec mientras buscan limpiar su nombre después de ser incriminados por una serie de atentados terroristas. DedSec también intenta liberar a los ciudadanos de Londres del control de Albion, una empresa militar privada opresiva que convirtió a la ciudad en un estado de vigilancia tras los atentados. El juego presenta un sistema de múltiples personajes jugables, lo que permite a los jugadores reclutar prácticamente cualquier NPC que se encuentre en el mundo abierto del juego. Cada personaje jugable tiene sus propias habilidades y antecedentes únicos, y se puede perder de forma permanente si los jugadores habilitan la opción de muerte permanente antes de comenzar un nuevo juego. Hay varias formas de completar misiones según el personaje jugable seleccionado. El juego se lanzó para Windows, PlayStation 4, Xbox One y Stadia el 29 de octubre de 2020; Las versiones de PlayStation 5 y Xbox Series X también estuvieron disponibles una vez que se lanzaron las consolas. Ubisoft Toronto lideró el desarrollo del juego, con Clint Hocking como director creativo. Legiónrecibió críticas mixtas en general; la mayoría de las críticas se dirigieron a la falta de personalidad de los personajes jugables, la mala actuación de voz y el desequilibrio entre sus habilidades, así como el mundo del juego, la mecánica de conducción, la dificultad inconsistente, las misiones repetitivas, las funciones en línea y los problemas técnicos.
El componente multijugador en línea del juego, que se retrasó desde su lanzamiento previsto para el 3 de diciembre hasta marzo de 2021, permite que hasta cuatro jugadores completen misiones cooperativas exclusivas, participen en varios modos de juego competitivos o simplemente exploren Londres juntos. Después de su lanzamiento, Legion fue compatible con varias actualizaciones gratuitas que agregaron nuevas misiones, modos de juego y personajes, incluidos algunos agentes especiales, como Mina Sidhu, un ex sujeto de prueba que obtuvo poderes de control mental; Aiden Pearce, que regresa del Watch Dogs original ; Wrench, un importante personaje secundario de Watch Dogs 2 ; y Darcy Clarkson, miembro de la Hermandad de Asesinos, como parte de un crossover no canónico con la franquicia Assassin's Creed de Ubisoft. El 6 de julio de 2021 se lanzó una expansión de historia paga titulada Watch Dogs: Legion - Bloodline , que presenta a Aiden y Wrench en una nueva historia ambientada después de sus respectivos juegos pero antes de los eventos de la campaña principal de Legion. La recepción del contenido posterior al lanzamiento ha sido generalmente más positiva que la del juego base.

## Elementos comunes

### Jugabilidad
La serie Watch Dogs es parte de un género conocido como juegos sandbox. La serie combina elementos de acción, aventura y jugabilidad vehicular. El jugador puede recorrer libremente el mundo virtual a pie o usando vehículos y hacer uso de una variedad de armas y combate cuerpo a cuerpo. La actividad ilegal, como agredir a civiles y agentes de policía que no sean personajes del jugador, instigará una respuesta proactiva y, por lo general, letal por parte de las figuras autorizadas. En caso de muerte, el jugador reaparecerá cerca del área donde fue asesinado.
En cada juego, el jugador asume el control de un pirata informático, que puede piratear varios dispositivos electrónicos conectados al sistema ctOS ficticio con su teléfono inteligente en el juego. Si bien la mayoría de las habilidades otorgadas por ctOS se usan para resolver acertijos, el jugador también puede usarlas libremente en cualquier momento para crear caos y entretenerse, como piratear semáforos o colocar pruebas falsas. contra los PNJ que la policía los arreste. En cada juego, el jugador puede subir de nivel y desbloquear nuevas habilidades y dispositivos. Los juegos incorporan numerosos segmentos de sigilo, donde el jugador debe tratar de evitar que los enemigos lo detecten y eliminarlos en silencio con armas no letales; si el jugador no pasa desapercibido, aún puede intentar matar a todos los enemigos restantes, aunque la mayoría de las veces se encontrará abrumado. En Watch Dogs 2, se introdujeron más armas y dispositivos de piratas informáticos, como un Taser y un cuadricóptero.

### Configuración
Los juegos de Watch Dogs tienen lugar en versiones ficticias de ciudades de la vida real que han implementado ctOS. Watch Dogs se desarrolla en el área de Chicago, Watch Dogs 2 en el Área de la Bahía de San Francisco y Watch Dogs: Legion en el Gran Londres. Si bien los dos primeros juegos tienen lugar durante los tiempos modernos, Legion se desarrolla en un "futuro cercano" (alrededor de 2030), y representa avances significativos en tecnología.

## Otros medios
Junto con el juego, se lanzó un libro electrónico, //n/Dark Clouds de John Shirley como continuación del primer Watch Dogs. Una miniserie de cómics, Watch Dogs: Return to Rocinha, fue publicada por Titan Comics en 2019; más tarde se fusionó en un solo libro. Dos novelas precuelas de Watch Dogs: Legion, Day Zero y Resistance Report , fueron lanzadas antes del juego.
En 2013, se rumoreaba que Ubisoft Motion Pictures, Sony Pictures Entertainment y New Regency estaban desarrollando una adaptación cinematográfica del primer juego de Watch Dogs. En 2014, Paul Wernick y Rhett Reese recibieron el encargo de escribir la película. En 2016, Engadget publicó un artículo que afirmaba que la película aún estaba en desarrollo y que Ubisoft planeaba hacer versiones cinematográficas para todas sus franquicias. Mientras que una adaptación cinematográfica de la franquicia más popular de Ubisoft, Assassin's Creed se estrenó ese mismo año, no ha habido noticias sobre la película de Watch Dogs desde entonces, y el proyecto sigue estancado en el infierno del desarrollo.
En 2019, se informó que se estaba desarrollando una serie de televisión animada de "cibermisterio" inspirada en Watch Dogs . A diferencia de los videojuegos, que tienen clasificación M, la serie estará dirigida a los preadolescentes y seguirá a una protagonista adolescente “súper hacker” que resuelve crímenes en su escuela secundaria.